# Містківська сільська рада (Пустомитівський район)
Містківська сільська рада — орган місцевого самоврядування у Пустомитівському районі Львівської області з адміністративним центром у с. Містки.

## Населені пункти
Сільраді підпорядковані населені пункти:
- с. Містки
- с. Диб'янки
- с. Малинівка
- с. Полянка

## Склад ради
- Сільський голова: Зелінський Андрій Володимирович
- Секретар сільської ради: Войтович Любов Стефанівна
- Загальний склад ради: 16 депутатів

### Керівний склад ради
| ПІБ                             | Основні відомості                                                                     | Дата обрання | Дата звільнення |
| ------------------------------- | ------------------------------------------------------------------------------------- | ------------ | --------------- |
| Зелінський Андрій Володимирович | Сільський голова, 1957 року народження, освіта, член Української Народної Партії      | 26.03.2006   | 31.10.2010      |
| Зелінський Андрій Володимирович | Сільський голова, 1957 року народження, освіта вища, член Української Народної Партії | 31.10.2010   | 25.10.2015      |
| Зелінський Андрій Володимирович | Сільський голова, 1957 року народження, освіта вища, член Української Народної Партії | 25.10.2015   |                 |

Примітка: таблиця складена за даними джерела

### Депутати
Результати місцевих виборів 2010 року за даними ЦВК
| № зп | № округу | Прізвище, ім'я, по батькові     | Дата визнання обраним | Відомості про обраного депутата                                                                   |
| ---- | -------- | ------------------------------- | --------------------- | ------------------------------------------------------------------------------------------------- |
| 1    | 1        | Сабор Світлана Йосипівна        | 04.11.2010            | Освіта середня, позапартійна, ВАТ «Львівобленерго», контролер                                     |
| 2    | 2        | Штангрет Михайло Андрійович     | 04.11.2010            | Освіта вища, позапартійний, Пустомитівський райавтодор, майстер                                   |
| 3    | 3        | Врублевський Роман Мирославович | 04.11.2010            | Освіта вища, ПП «Епатаж», директор                                                                |
| 4    | 4        | Венглевський Богдан Богданович  | 04.11.2010            | Освіта вища, позапартійний, ПП «Львівський юридичний центр», юрист                                |
| 5    | 5        | Балота Василь Васильович        | 04.11.2010            | Освіта вища, позапартійний, тимчасово не працює                                                   |
| 6    | 6        | Кулай Богдан Йосипович          | 04.11.2010            | Освіта середня, позапартійний, Великолюбінська МЛ, водій                                          |
| 7    | 7        | Войтович Любов Стефанівна       | 04.11.2010            | Освіта вища, позапартійна, Містківська сільська рада, секретар                                    |
| 8    | 8        | Банась Ігор Броніславович       | 04.11.2010            | Освіта середня, позапартійний, тимчасово не працює                                                |
| 9    | 9        | Вовк Петро Андрійович           | 04.11.2010            | Освіта середня, позапартійний, фермерське господарство «Малинівка», голова                        |
| 10   | 10       | Крисевич Едуард Михайлович      | 01.11.2010            | Освіта вища, позапартійний, пенсіонер                                                             |
| 11   | 11       | Магоцький Віктор Богданович     | 04.11.2010            | Освіта середня, позапартійний, приватний підприємець                                              |
| 12   | 12       | Яремчук Роман Адамович          | 04.11.2010            | Освіта середня, позапартійний, приватний підприємець                                              |
| 13   | 13       | Кулик Мар'ян Ігорович           | 04.11.2010            | Освіта середня, позапартійний, філія ВАТ «Укртелеком» м. Пустомити, електромонтер                 |
| 14   | 14       | Левко Юрій Васильович           | 04.11.2010            | Освіта незакінчена вища, позапартійний, Національний університет «Львівська політехніка», студент |
| 15   | 15       | Кушик Ірина Юріївна             | 04.11.2010            | Освіта вища, позапартійна, фельдшерсько-акушерський пункт с. Полянка, фельшер                     |
| 16   | 16       | Адам Богдан Богданович          | 04.11.2010            | Освіта середня, позапартійний, ДП МОУ «Львівський авіаремонтний завод», бригадир-водій            |